# Głowy państwa Rosji

## Republika Rosyjska(1917)
| #                            | Imię i Nazwisko                  | Portret                      | Kadencja                     | Kadencja                     | Partia polityczna            | Partia polityczna            |
| #                            | Imię i Nazwisko                  | Portret                      | Od                           | Do                           | Partia polityczna            | Partia polityczna            |
| Premierzy Rządu Tymczasowego | Premierzy Rządu Tymczasowego     | Premierzy Rządu Tymczasowego | Premierzy Rządu Tymczasowego | Premierzy Rządu Tymczasowego | Premierzy Rządu Tymczasowego | Premierzy Rządu Tymczasowego |
| ---------------------------- | -------------------------------- | ---------------------------- | ---------------------------- | ---------------------------- | ---------------------------- | ---------------------------- |
| 1                            | Gieorgij Lwow (1861–1925)        |                              | 15/16 marca 1917             | 21 lipca 1917                |                              | KD                           |
| 2                            | Aleksander Kiereński (1881–1970) |                              | 21 lipca 1917                | 7 listopada 1917             |                              | SR                           |

## Rosyjska FSRR (Rosja Radziecka)(1917–1922)
W latach 1917–1922 urząd głowy państwa pełnił organ kolegialny, jego przewodniczący pełnił jedynie m.in. funkcje reprezentacyjne i protokolarne.
- tymczasowo

| #                                                | Imię i Nazwisko                                  | Portret                                          | Kadencja                                         | Kadencja                                         | Partia polityczna                                | Partia polityczna                                |
| #                                                | Imię i Nazwisko                                  | Portret                                          | Od                                               | Do                                               | Partia polityczna                                | Partia polityczna                                |
| Przewodniczący Centralnego Komitetu Wykonawczego | Przewodniczący Centralnego Komitetu Wykonawczego | Przewodniczący Centralnego Komitetu Wykonawczego | Przewodniczący Centralnego Komitetu Wykonawczego | Przewodniczący Centralnego Komitetu Wykonawczego | Przewodniczący Centralnego Komitetu Wykonawczego | Przewodniczący Centralnego Komitetu Wykonawczego |
| ------------------------------------------------ | ------------------------------------------------ | ------------------------------------------------ | ------------------------------------------------ | ------------------------------------------------ | ------------------------------------------------ | ------------------------------------------------ |
| 3                                                | Lew Kamieniew (1883–1936)                        |                                                  | 7 listopada 1917                                 | 21 listopada 1917                                |                                                  | SDPRR(b)                                         |
| 4                                                | Jakow Swierdłow (1885–1919)                      |                                                  | 21 listopada 1917                                | 16 marca 1918                                    |                                                  | SDPRR(b) (do 1918) RKP(b) (od 1918)              |
| −                                                | Michaił Władimirski (1874–1951)                  |                                                  | 16 marca 1919                                    | 30 marca 1919                                    |                                                  | RKP(b)                                           |
| 5                                                | Michaił Kalinin (1875–1946)                      |                                                  | 30 marca 1919                                    | 30 grudnia 1922                                  |                                                  | RKP(b)                                           |

30 grudnia 1922 dotąd niezależna Rosyjska FSRR weszła w skład ZSRR jako jedna z wielu jego republik związkowych. Centralny Komitet Wykonawczy stracił większość formalnych kompetencji na rzecz Centralnego Komitetu Wykonawczego ZSRR.

## Rosyjska FSRR w ramach ZSRR(1922–1991)
W latach 1922–1991 urząd głowy państwa pełnił organ kolegialny, jego przewodniczący pełnił jedynie m.in. funkcje reprezentacyjne i protokolarne
- tymczasowo

| #                                                        | Imię i Nazwisko                                  | Portret                                          | Kadencja                                         | Kadencja                                         | Partia polityczna                                | Partia polityczna                                |
| #                                                        | Imię i Nazwisko                                  | Portret                                          | Od                                               | Do                                               | Partia polityczna                                | Partia polityczna                                |
| Przewodniczący Centralnego Komitetu Wykonawczego         | Przewodniczący Centralnego Komitetu Wykonawczego | Przewodniczący Centralnego Komitetu Wykonawczego | Przewodniczący Centralnego Komitetu Wykonawczego | Przewodniczący Centralnego Komitetu Wykonawczego | Przewodniczący Centralnego Komitetu Wykonawczego | Przewodniczący Centralnego Komitetu Wykonawczego |
| -------------------------------------------------------- | ------------------------------------------------ | ------------------------------------------------ | ------------------------------------------------ | ------------------------------------------------ | ------------------------------------------------ | ------------------------------------------------ |
| (5)                                                      | Michaił Kalinin (1875–1946)                      |                                                  | 30 grudnia 1922                                  | 15 lipca 1938                                    |                                                  | RKP(b) (do 1925) WKP(b) (od 1925)                |
| Przewodniczący Prezydium Rady Najwyższej Rosyjskiej FSRR |                                                  |                                                  |                                                  |                                                  |                                                  |                                                  |
| 6                                                        | Aleksiej Badajew (1883–1951)                     |                                                  | 19 lipca 1938                                    | 4 marca 1944                                     |                                                  | WKP(b)                                           |
| −                                                        | Iwan Własow (1903–1969)                          |                                                  | 9 kwietnia 1943                                  | 4 marca 1944                                     |                                                  | WKP(b)                                           |
| 7                                                        | Nikołaj Szwernik (1888–1970)                     |                                                  | 4 marca 1944                                     | 25 czerwca 1946                                  |                                                  | WKP(b)                                           |
| 8                                                        | Iwan Własow (1903–1969)                          |                                                  | 25 czerwca 1946                                  | 7 lipca 1950                                     |                                                  | WKP(b)                                           |
| 9                                                        | Michaił Tarasow (1899–1970)                      |                                                  | 7 lipca 1950                                     | 16 kwietnia 1959                                 |                                                  | WKP(b) (do 1952) KPZR (od 1952)                  |
| 10                                                       | Nikołaj Ignatow (1901–1966)                      |                                                  | 16 kwietnia 1959                                 | 26 listopada 1959                                |                                                  | KPZR                                             |
| 11                                                       | Nikołaj Organow (1901–1982)                      |                                                  | 26 listopada 1959                                | 20 grudnia 1962                                  |                                                  | KPZR                                             |
| (10)                                                     | Nikołaj Ignatow (1901–1966)                      |                                                  | 20 grudnia 1962                                  | 14 listopada 1966                                |                                                  | KPZR                                             |
| −                                                        | Piotr Sysojew (1912–1986)                        |                                                  | 14 listopada 1966                                | 23 grudnia 1966                                  |                                                  | KPZR                                             |
| 12                                                       | Michaił Jasnow (1906–1991)                       |                                                  | 23 grudnia 1966                                  | 26 marca 1985                                    |                                                  | KPZR                                             |
| 13                                                       | Władimir Orłow (1921–1999)                       |                                                  | 26 marca 1985                                    | 3 października 1988                              |                                                  | KPZR                                             |
| 14                                                       | Witalij Worotnikow (1926–2012)                   |                                                  | 3 października 1988                              | 29 maja 1990                                     |                                                  | KPZR                                             |
| Przewodniczący Rady Najwyższej Rosyjskiej FSRR           |                                                  |                                                  |                                                  |                                                  |                                                  |                                                  |
| 15                                                       | Borys Jelcyn (1931–2007)                         |                                                  | 29 maja 1990                                     | 10 lipca 1991                                    |                                                  | bezpartyjny                                      |

## Federacja Rosyjska(od 1991)
26 grudnia 1991 rozwiązał się ZSRR i wchodzące w jego skład republiki odzyskały niepodległość, w tym największa dotychczasowa Republika Rad – Rosja. Pierwszym prezydentem niepodległej Rosji został Borys Jelcyn, wybrany już 12 czerwca 1991 na Prezydenta Rosyjskiej FSRR. Objął urząd 10 lipca 1991. 26 grudnia 1991 tytuł przekształcił się wraz ze zmianą nazwy państwa w Prezydenta Federacji Rosyjskiej.
| #          | Imię i Nazwisko                | Portret | Kadencja        | Kadencja        | Partia polityczna | Partia polityczna |
| #          | Imię i Nazwisko                | Portret | Od              | Do              | Partia polityczna | Partia polityczna |
| ---------- | ------------------------------ | ------- | --------------- | --------------- | ----------------- | ----------------- |
| Prezydenci |                                |         |                 |                 |                   |                   |
| 1          | Borys Jelcyn (1931–2007)       |         | 26 grudnia 1991 | 31 grudnia 1999 |                   | bezpartyjny       |
| 2          | Władimir Putin (ur. 1952)      |         | 31 grudnia 1999 | 7 maja 2008     |                   | bezpartyjny       |
| 3          | Dmitrij Miedwiediew (ur. 1965) |         | 7 maja 2008     | 7 maja 2012     |                   | JR                |
| 4          | Władimir Putin (ur. 1952)      |         | 7 maja 2012     | nadal           |                   | bezpartyjny       |

## Szefowie Partii Komunistycznej
- tymczasowo

| #   | Imię i Nazwisko                   | Portret | Kadencja             | Kadencja             |
| #   | Imię i Nazwisko                   | Portret | Od                   | Do                   |
| --- | --------------------------------- | ------- | -------------------- | -------------------- |
| 1   | Jelena Stasowa (1873–1966)        |         | 13 marca 1917        | 8 marca 1918         |
| 2   | Jakow Swierdłow (1885–1919)       |         | 8 marca 1918         | 19 marca 1919        |
| (1) | Jelena Stasowa (1873–1966)        |         | 25 marca 1919        | 29 listopada 1919    |
| 3   | Nikołaj Krestinski (1883–1938)    |         | 29 listopada 1919    | 16 marca 1921        |
| 4   | Wiaczesław Mołotow (1890–1986)    |         | 16 marca 1921        | 3 kwietnia 1922      |
| 5   | Józef Stalin (1878–1953)          |         | 3 kwietnia 1922      | 5 marca 1953         |
| 6   | Nikita Chruszczow (1894–1971)     |         | 7 września 1953      | 14 października 1964 |
| 7   | Leonid Breżniew (1906–1982)       |         | 14 października 1964 | 10 listopada 1982    |
| 8   | Jurij Andropow (1914–1984)        |         | 12 listopada 1982    | 9 lutego 1984        |
| 9   | Konstantin Czernienko (1911–1985) |         | 13 lutego 1984       | 10 marca 1985        |
| 10  | Michaił Gorbaczow (1931–2022)     |         | 11 marca 1985        | 24 sierpnia 1991     |
| −   | Wołodymyr Iwaszko (1932–1994)     |         | 24 sierpnia 1991     | 29 sierpnia 1991     |